# Пропедевтика
Пропеде́втика (греч. προπαιδέυω «предварительно обучаю») — дидактический термин, означающий введение в какую-либо науку, предварительный вводный курс, систематически изложенный в сжатой и элементарной форме.

## Философия
Философская пропедевтика — приготовительный философский курс (логика и психология), преподававшийся в Пруссии, Германии, Австро-Венгерской империи и Российской империи в старших классах средних учебных заведений.
Кроме того, пропедевтикой в философии часто называется дисциплина, которая должна предварять изучение конкретных наук как особых отраслей знания.

### Известные произведения
- «Философская пропедевтика» — работа Гегеля;
- «Философская пропедевтика» — работа Пауля Наторпа;
- «Логическая пропедевтика» — книга Лоренцена (нем.) и Камлаха (нем.).

## Медицина
Пропедевтика клинической дисциплины — вводная часть той или иной клинической дисциплины (например, «Пропедевтика внутренних болезней» — вводная часть медицинской учебной дисциплины «внутренние болезни», традиционно включающая в себя обучение основам диагностики и частной патологии). Встречающееся в медицинской среде отождествление терминов «пропедевтика» и «диагностика» не имеет под собой достаточных оснований. Встречающийся в медицинской литературе (включая Большую медицинскую энциклопедию — БМЭ) отрыв дидактического термина «пропедевтика» от названия учебной дисциплины нельзя считать корректным.

## Ветеринария
Пропедевтика внутренних болезней животных (ветеринарная пропедевтика) — учебная дисциплина, предполагающая изучение способов, методов и средств определения морфофункциональных особенностей животных в связи с условиями их существования, а также обучение исследованию клинико-физиологического статуса животных и распознаванию их болезней.

## Хореографическое искусство
Танцевальная пропедевтика — учебная дисциплина танцевальной педагогики, охватывающая начальный этап хореографической подготовки. Особое внимание пропедевтике стали уделять в танцевальном искусстве в конце XIX и особенно в начале XX века в русле культуры и философии «свободного танца». Основателям этого художественного направления, получившего широчайший отклик в Европе и за её пределами, оно представлялось не просто «культурным феноменом», но и поисками высокой жизненной философии и средств преобразования человека и общества в соответствии с идеалами их развития (отчасти отразившись и одновременно повлияв на образ мыслей того времени в сочинениях Ницше). При всех издержках, связанных с использованием и утопической трактовкой этих мифологем в рамках одной из тоталитарных идеологий, в сфере образования и воспитания они всегда заслуживали отдельной роли и сохраняют непреходящую актуальность.
Не удивительно, что большинство основоположников теории и практики свободного танца: Э. Жак-Далькроз, Я Руская (как это и сейчас происходит в основанной ею Национальной академии танца Италии), А. Дункан и другие — уделяли порой даже большее внимание, чем «профессиональной подготовке к сцене» старших танцоров, пропедевтической хореографии для детей, начиная с 6-летнего или подобного раннего возраста. Методические задачи этого раннего развития имеют чуть ли не противоположный характер по сравнению с «техническим тренингом» классических школ балета, как и спортивной гимнастики «высоких достижений» и тому подобных активностей. Для указанной методологии пропедевтического воспитания во главе угла особенно явно лежит концепция танца как искусства и творчества прежде всего «психо-физического», нежели «технико-артистического». Если перед более старшим учеником может стоять и задача технической «постановки тела на службу искусству» (но и тогда лишь после «оптимизации механизма этого конкретного тела, развития всех его особенностей и корректировки его дефектов», как писал ещё Эмиль Жак-Далькроз), то для шестилетних и чуть старше — эта развивающая и корректирующая задача становится не только самой важной, но по сути единственной.

### Базовая литература
- Эмиль Жак-Далькроз, «Ритмическая гимнастика» (E. Jaques-Dalcroze, Rhytmische Gymnastik), Paris-Neûchatel-Leipzig, Sandoz-Jobin, 1906, том. I (нем.).
- Эмиль Жак-Далькроз, «Ритм, его воспитательное значение для жизни и искусства. Шесть лекций», СПб.: Изд. журнала «Театр и искусство», б.г. (рус.).
- Я Руская, «Танец как способ бытия» (Jia Ruskaja, La danza come un modo d’essere), предисловие Марко Рамперти, Milano, I.R.A.G., 1927; повторное издание[5]: Milano, Alpes, 1928 (итал.).
- Я Руская, «Разъяснение о гимнастических свойствах танцевального искусства, в качестве базового элемента женского физического воспитания» (Jia Ruskaja, Precisazione sulla ginnica della Danza intesa come elemento base dell’educazione fisica femminile), «Il Cigno», № 2, 1953, стр. 57—59. (итал.)
- Программы курса Пропедевтики и курсов Воспитания в Движении (Programmi del corso di Propedeutica e dei corsi di Educazione al Movimento) — машинописные не опубликованные материалы в Архиве Национальной Академии танца в Риме (итал.).
- Элена Вити «Танцевальная пропедевтика в 40-х и начале 50-х годов» (Elena Viti, La Propedeutica della Danza negli anni ‘40 e nei primi anni ‘50) материалы 1-го национального совещания Итальянской Ассоциации Исследований в сфере Танца, Музей Рима в Трастевере, 26—27 апреля, 2003 (Atti del 1° Convegno Nazionale di AIRDanza «Ricostruzione, Ri-creazione e Rivitalizzazione della Danza»). (итал.)